# Escravidão no Antigo Egito

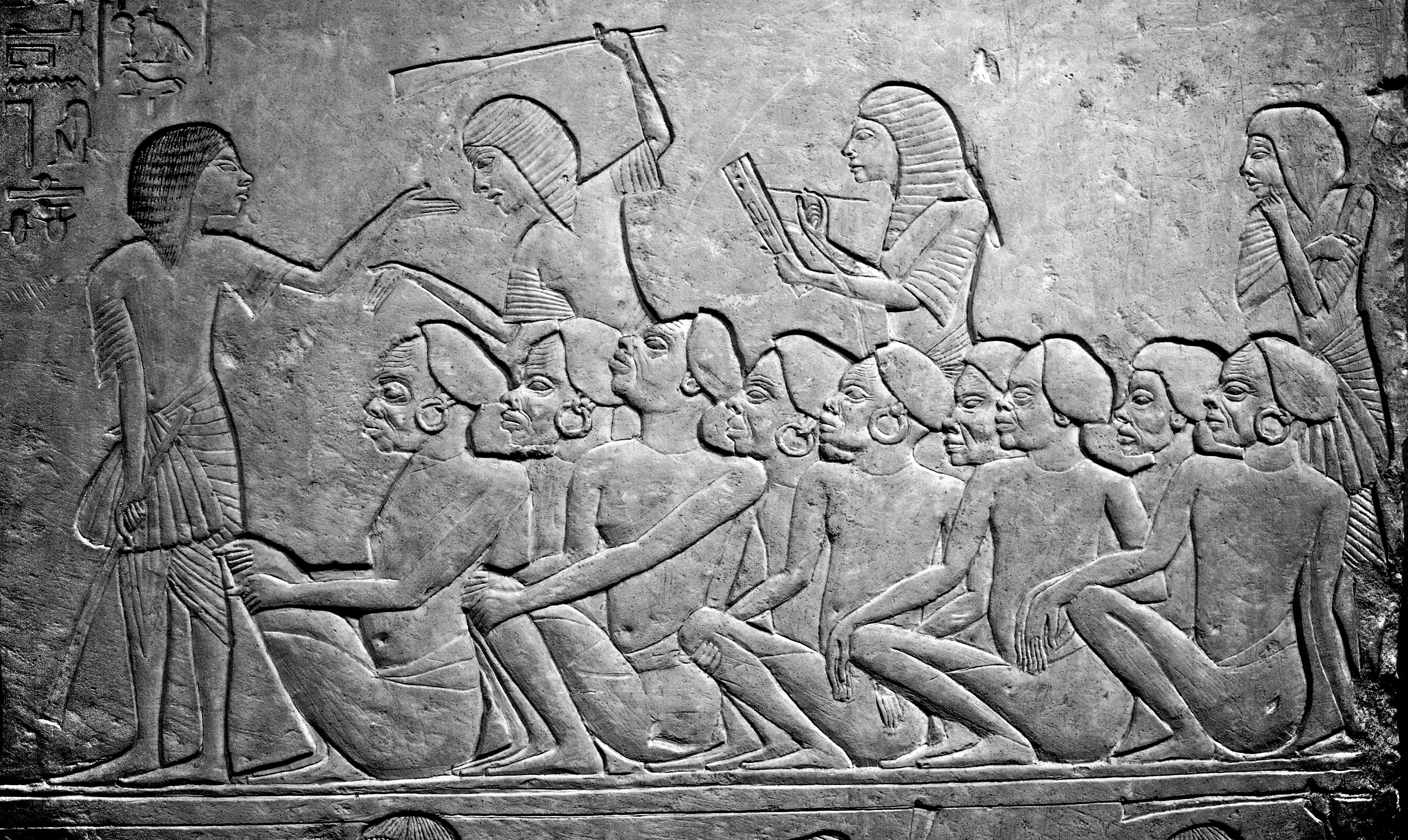
Mercado de escravos no Egito antigo, escravos núbios esperando para serem vendidos. Museu Arqueológico, em Bolonha.

A escravidão no Antigo Egito foi estabelecida no Novo Reino (1550–1175 a.C.), com escravos e os servos. Interpretações de evidências textuais sobre escravos no Antigo Egito são contraditórias e tem sido difícil diferenciar entre o "escravo" e o "servo" pelo uso da palavra apenas. Existiam três tipos de escravidão no Egito Antigo: alienação fiduciária, o trabalho forçado e a escravidão.

## Escravidão por alienação fiduciária
Na alienação fiduciária, escravos eram, em sua maioria, cativos de guerra. Todos os cativos, civis ou militares, tornavam-se uma fonte real de recursos. O rei, em seguida, reinstalava os cativos ao movê-los para colônias de trabalho, dando-os aos templos, como recompensas para indivíduos que merecessem, ou dando-os aos seus soldados como espólio de guerra. Alguns escravos começaram como gente livre que tinha cometido atos ilícitos e foram forçados a desistir de sua liberdade. Outros escravos nasceram escravos pois possuíam mãe escrava.

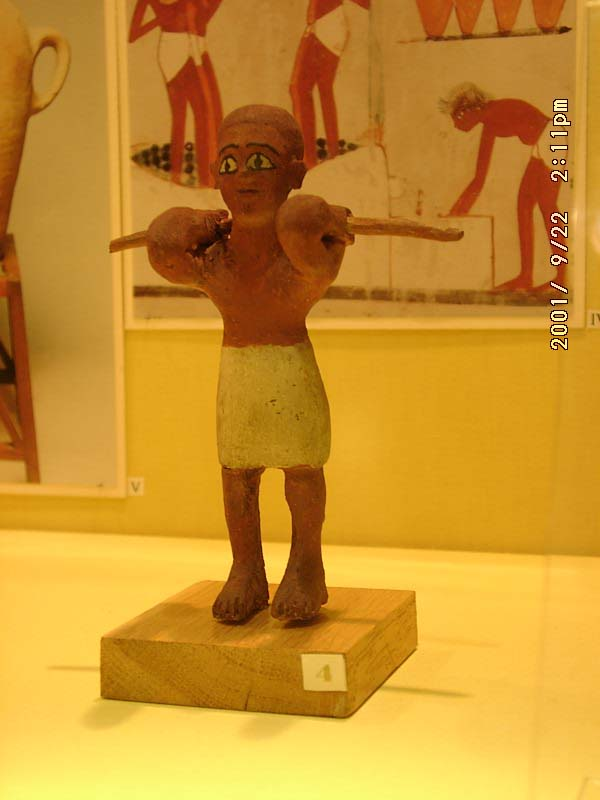
Estatueta funerária (ushabti) de escravo, originário de uma tumba do período do Antigo Reino. Museu de Belas Artes (Budapeste)

## Trabalho escravo
Os Antigos Egípcios podiam vender-se como escravo em uma forma de trabalho forçado. Autovenda à servidão não era, normalmente, uma escolha feita pelo livre-arbítrio, mas sim o resultado da incapacidade de algumas pessoas pagarem suas dívidas. O credor saldava a dívida pela aquisição do indivíduo que estava em dívida como escravo, junto com seus filhos e esposa. O devedor também tinha que desistir de tudo o que era seu. Os camponeses, no entanto, também eram capazes de vender-se como escravos por comida ou abrigo.

## Trabalho forçado
Vários departamentos no governo do Egito Antigo obrigavam trabalhadores da população em geral a trabalhar para o estado. Os trabalhadores eram recrutados para projetos como expedições militares, mineração, exploração de pedreiras, a construção de pirâmides, e outros projetos para o estado. Trabalhadores forçados recebiam um salário, dependendo do seu nível de habilidade para o trabalho e status social. Os trabalhadores recrutados, no entanto, não eram considerados propriedade de outros indivíduos, como os outros escravos, e executavam seus trabalhos como se fossem um dever para com o estado. Conscrito, o trabalho era uma forma de tributação por funcionários do governo e, geralmente, acontecia a nível local por altos funcionários mediante convocação da população pelos líderes locais.

## Senhores
Senhores do Antigo Egito tinham obrigações quando possuíam escravos. Senhores foram autorizados a utilizar as habilidades de seus escravos e empregá-los de maneiras diferentes, incluindo serviços domésticos (cozinheiros, empregadas domésticas, cervejeiros, babás etc.) e serviços de mão de obra (jardineiros, mão de obra na construção, mão de obra no campo etc.). Senhores também tinham o direito de fazer o escravo aprender uma profissão ou ofício, para tornar o escravo mais valioso. Senhores foram proibidos de forçar as crianças escravas a trabalho físico agressivo.

## Economia
O Egito antigo foi uma economia de base camponesa e a escravidão só teve um maior impacto a partir do período Greco-Romano. Os escravos eram vendidos no Egito Antigo através de concessionários privados, e não através de um mercado público. A transação era realizada perante um conselho local ou perante funcionários públicos, com um documento contendo cláusulas também usadas em outras vendas.

## Vida de escravo
Muitos escravos que trabalhavam para o templo viviam em condições terríveis, mas, em média, os escravos do Antigo Egito levavam uma vida semelhante à de um servo. Eles foram capazes de negociar operações e de possuir a propriedade pessoal. Escravos por dívidas ou cativos de guerra recebiam comida e, provavelmente, não recebiam salários.
Historiadores contestam o papel que os escravos desempenharam na construção das Grandes Pirâmides. Uma alternativa proposta é a de que foram camponeses que construíram as pirâmides durante as inundações, quando não podiam trabalhar em suas terras. Como apoio a essa teoria, os historiadores apontam que escravos nunca poderiam ter sido enterrados com honras dentro dos túmulos das pirâmides.